# Gevgelija
Gevgelija városa az azonos nevű község székhelye Észak-Macedóniában.

## Népesség
Gevgelija városának 2002-ben 15 685 lakosa volt, melyből 15 060 macedón (96,1%), 292 szerb, 201 vlach és 132 egyéb nemzetiségű.
Gevgelija községnek 2002-ben 22 988 lakosa volt, melyből 22 258 macedón (96,8%), 367 szerb, 214 vlach és 149 egyéb nemzetiségű.

## A községhez tartozó települések
- Gevgelija
- Bogorodica (Gevgelija)
- Gabrovo (Gevgelija)
- Davidovo (Gevgelija)
- Kovanec
- Konyszko (Gevgelija)
- Mojin
- Miletkovo
- Miravci
- Mrzenci
- Negorci
- Novo Konyszko
- Petrovo (Gevgelija)
- Prdejci
- Szermenin
- Szmokvica (Gevgelija)
- Huma